# Catarhoe algiricata
Catarhoe algiricata là một loài bướm đêm trong họ Geometridae.